# Estación de Basilea SBB
La estación de Basilea SBB (generalmente llamada Basel SBB) es la mayor estación ferroviaria fronteriza de toda Europa y de la comuna suiza de Basilea, así como del cantón de Basilea-Ciudad. A ella llegan todos los trenes suizos que tienen como destino la ciudad de Basilea, además de los TGV a París, trenes regionales a Alsacia, que parten desde Basilea SNCF, una estación que está integrada dentro de la propia Basilea SBB, pero que cuenta con sus propias instalaciones. También parten servicios de la DB, que tienen continuidad hacia el resto de Suiza, a Zúrich y a Interlaken-Ost. Basilea tiene otra estación, Basel Badischer Bahnhof, de donde sale el resto de los servicios de la DB hacia Alemania.

## Historia
El primer ferrocarril que llegó a Basilea fue el Ferrocarril Estrasburgo-Basilea (StB) en 1844. En 1851, llegó por el norte, desde el valle del Rin, hasta la frontera suiza el ferrocarril que venía desde Mannheim y Karlsruhe. En 1853 se fundó en Basilea la empresa Schweizerische Centralbahn o SCB (Ferrocarril Central Suizo) con el propósito de establecer una conexión de Basilea con otros cantones suizos y una posterior prolongación hacia Lucerna y el Gotardo.
En 1854 se abrió la estación provisional de Basilea, que estuvo en servicio únicamente durante 6 años, y en 1860 se inaugura la estación central de Basilea, teniendo una zona destinada para los ferrocarriles suizos y otra para los ferrocarriles franceses. En 1873 se enlazó la estación central con la estación ferroviaria existente en la frontera alemana, y en 1875 se puso en servicio una nueva ruta que comunicaba Basilea con Zúrich, además de otras líneas hacia Biel/Bienne y el oeste del Franco Condado. Debido al aumento del tráfico en la estación, se remodeló en 1899. En 1902 entró temporalmente en funcionamiento la estación central hasta 1907, cuando se inauguró la nueva estación, denominada Basel SBB al haberse integrado el Schweizerische Centralbahn (SCB) en los recién creados SBB-CFF-FFS o Ferrocarriles Federales Suizos. La nueva estación tiene como características su extraordinaria longitud, así como el módulo adjunto en el lado oeste para Basel SNCF. En 2003 fue abierto un nuevo edificio que actúa como pasarela peatonal sobre las vías, proyectado por los arquitectos Cruz y Ortiz.

## Datos y servicios
Cada día transitan por la estación un promedio de unos 1000 trenes, por lo que en la estación entra un tren de pasajeros cada 90 segundos de media.

### Larga Distancia Internacional
Cada hora salen de Basilea SBB trenes ICE con destino a Berlín u otras ciudades alemanas. Existen varios EuroCitys al día que la unen con Milán o Hamburgo y TGV a París.
Por la noche, circulan diferentes servicios nocturnos que la enlazan de forma directa con ciudades como Hamburgo o Berlín.

### Larga Distancia Nacional
Cuenta con varias circulaciones cada hora hacia Olten, Berna y Zúrich, y como mínimo una a la hora hacia Coira, Lugano, Bellinzona, Lucerna, Interlaken, Brig, Délemont, Biel, Lausana o Ginebra.

### Regional Trinacional
Existe la red de cercanías S-Bahn Basilea, que ofrece conexiones frecuentes con las comunas y pueblos que cubre la red. Tiene como límites a Olten por el sur, a Frick por el este, a Mulhouse (Francia) por el noroeste y a Zell en el Valle del Wiese (Alemania) por el noreste. La estación se alinea como un polo de transporte regional hacia las zonas cercanas de Francia, Suiza y Alemania.

## Servicios ferroviarios

### Servicios internacionales
- TGV Zúrich - Basilea SBB - París

- ICE Basilea SBB - Friburgo de Brisgovia - Fráncfort del Meno - Colonia - Dortmund

- ICE Zúrich - Basilea SBB - Fráncfort del Meno - Kiel

- ICE Interlaken-Ost - Interlaken-West - Spiez - Thun - Berna - Olten - Basilea SBB - Friburgo de Brisgovia - Fráncfort del Meno - Kassel - Berlín-Central - Berlín-Ostbahnhof

- ICE Basilea SBB - Friburgo de Brisgovia - Fráncfort del Meno - Kassel - Berlín-Central - Berlín-Ostbahnhof

- ICE Zúrich - Basilea SBB - Friburgo de Brisgovia - Fráncfort del Meno

- ICE Interlaken-Ost - Interlaken-West - Spiez - Thun - Berna - Olten - Basilea SBB - Friburgo de Brisgovia - Fráncfort del Meno - Kassel - Hamburgo

- ICE Basilea SBB - Friburgo de Brisgovia - Colonia - Ámsterdam

- NJ hacia Hamburgo/Berlín-Central

- EC Basilea SBB - Olten - Berna - Thun - Spiez - Brig - Milán

- EC Hamburgo - Basilea SBB - Coira

### Servicios nacionales
- IC/ICE/TGV Basilea SBB - Zúrich

- IC/ICE Basilea SBB - Olten - Berna - Thun - Spiez - Interlaken-West - Interlaken-Ost

- IC/EC Basilea SBB - Zúrich - Coira

- ICN Basilea SBB - Délemont - Biel/Bienne - Neuchâtel - Yverdon-les-Bains - Morges - Nyon - Ginebra-Cornavin - Ginebra-Aeropuerto

- ICN Basilea SBB - Olten - Lucerna - Arth-Goldau - Bellinzona - Lugano

- IC Basilea SBB - Olten - Berna - Thun - Spiez - Brig

- IR Basilea SBB - Liestal - Zúrich - Coira

- IR Basilea SBB - Frick - Brugg - Baden - Zúrich

- IR Basilea SBB - Frick - Brugg - Baden - Zúrich-Aeropuerto

- IR Basilea SBB - Olten - Lucerna - Arth-Goldau - Schwyz -  Bellinzona - Locarno

- IR Basilea SBB - Liestal - Olten - Lucerna

### Servicios regionales
- TE2 Basilea SBB - Basilea SNCF – Saint-Louis – Mulhouse – Colmar – Sélestat – Estrasburgo
- RE Basilea SBB – Basilea Bad Bf - Friburgo de Brisgovia - Offenburgo
- TER Basilea SBB  - Basilea SNCF - Basilea St. Johann – Saint-Louis – Mulhouse

### S-Bahn Basilea
Esta red está compuesta por varias líneas de carácter metropolitano y de alta frecuencia, que en la mayoría de los casos son internacionales, puesto que atraviesa tres países (Suiza, Alemania y Francia).
- S 1 Basel SBB – Rheinfelden – Stein-Säckingen – Frick / Laufenburg  (algunos refuerzos durante las horas pico entre Stein-Säckingen y Basel sin designación de línea; Stein-Säckingen – Frick / Laufenburg solamente frecuencia horaria)
- S 3 Porrentruy – Delémont – Laufen – Basel Dreispitz – Basel SBB – Liestal – Sissach – Olten  (algunos refuerzos durante las horas pico entre Delémont (respectivamente Laufen y Aesch) y Basel sin designación de línea)
- S 6 Basel SBB – Basel Bad Bf – Riehen – Lörrach Hbf – Steinen – Schopfheim – Zell (Wiesental)

- Datos: Q667201
- Multimedia: Basel SBB railway station / Q667201